# Берде-Хакел
Берде-Хакел (њем. Börde-Hakel) општина је у њемачкој савезној држави Саксонија-Анхалт. Једно је од 21 општинског средишта округа Салцланд. Посједује регионалну шифру (AGS) 15089043.

## Географски и демографски подаци
Површина општине износи 38,6 km². У самом мјесту је, према процјени из 2010. године, живјело 3.478 становника. Просјечна густина становништва износи 90 становника/km².